# 変身 (カフカ)
『変身』（へんしん、Die Verwandlung）は、フランツ・カフカの中編小説。カフカの代表作であり実存主義文学の一つとして知られ、また、アルベール・カミュの『ペスト』とともに代表的な不条理文学の一つとしても知られる。カミュの『ペスト』は不条理が集団を襲ったことを描いたが、カフカの『変身』は不条理が個人を襲ったことを描いた。
この『変身』における不条理は、主人公の男が、ある朝目覚めると巨大な虫になっていたことであり、男とその家族の顛末が描かれる。
1912年11月に執筆され、1915年の月刊誌『ディ・ヴァイセン・ブレッター』10月号に掲載、同年12月にクルト・ヴォルフ社（ライプツィヒ）より「最後の審判叢書」の一冊として刊行された。カフカはこれ以前に執筆していた「判決」「火夫」とこの作品を合わせて『息子たち』のタイトルで出版することを考えていたが、採算が合わないという出版社の判断で実現しなかった。

## あらすじ
全体は3つの章で構成されており、それぞれに番号が割り振られている（便宜的に第-章と表記する）。

### 第1章
布地の販売員をしている青年グレゴール・ザムザは、ある朝自室のベッドで目覚めると、自分が巨大な毒虫になってしまっていることに気が付く。突然のことに戸惑いながらも、彼はもう少し眠ってみようと試みるが、しかし体を眠るためのちょうどよい姿勢にすることができない。仰向けの姿勢のまま、グレゴールは今の仕事に対する様々な不満に思いを募らせる。出張旅行ばかりで気苦労が多く、顧客も年中変わるからまともな人付き合いもできない。朝が早いのも不満の種であり、「この早起きという奴は人間を薄馬鹿にしてしまう。人間はたっぷり眠らなければ成らない」と、グレゴールは思う。しかし、両親には商売の失敗によって多額の借金があり、それを返すまでは辞めるわけにはいかないのだった。
そうしてふと時計を見ると、出張旅行のための出発時間をとっくに過ぎている。心配する家族からドア越しに声がかけられる中、何とか体を動かして寝台から這い出ようとし、そうこうするうちにグレゴールの様子を見に店の支配人がやってくる。怠慢を非難する支配人に対して、グレゴールは部屋の中から弁解するが、どうやらこちらの言葉がまったく通じないらしい。グレゴールは部屋のドアまで這いずり、苦労して鍵を開けて家族たちの前に姿を現すと、彼らはたちまちパニックに陥る。母親は床の上にへたり込み、父親は泣き出し、支配人は声を立てて逃げ出す。支配人に追いすがろうとするグレゴールだったが、しかしステッキを持った父によって傷つけられ、自室に追い立てられてしまう。

### 第2章
上の日以来、グレゴールは自分の部屋に閉じこもってひっそりと生活することになった。彼の世話をするのは妹のグレーテで、彼女はグレゴールの姿を嫌悪しつつも食べ物を差し入れ、また部屋の掃除をした。グレゴールの食べ物に対する嗜好はまったく変わってしまっており、いまでは新鮮な食べ物を口にする気にはなれず、腐りかけた野菜やチーズに食欲が湧くのだった。グレゴールは日中は窓から外を眺めて過ごし、眠る時には寝椅子の下に体を入り込ませ、また妹が入ってくるときにも気を使ってそこに身を隠した。ドア越しに聞こえてきた会話によると、一家にはわずかながらも倹約による貯えがあり、唯一の働き手を失った今でも1、2年は生活していくことができるようだった。
そのうちグレゴールは部屋の壁や天井を這い回る習慣を身に付け、これに気が付いたグレーテは、這い回るのに邪魔になる家具類を彼の部屋からどけてやろうと考える。グレーテは母親と協力して家具類を運び出しはじめ、グレゴールも当初は気を使って身を潜めているが、しかし彼女たちの会話を聞いてふと、自分が人間だった頃の痕跡を取り除いてしまってもよいものかという思いを抱く。グレゴールが自分の意思を伝えようと、壁際にかかっていた雑誌の切り抜きにへばりつくと、その姿を見た母親は気を失ってしまう。ちょうどその頃、新しく勤めに就いていた父親が帰宅する。事態を悪く見た父親はグレゴールにリンゴを投げつけ、それによって彼は深い傷を負い、満足に動けなくなってしまう。

### 第3章
父親の投げたリンゴはグレゴールの背にめり込んだままとなり、彼はその傷に1ヶ月もの間苦しめられた。その間に一家は切り詰めた生活をし、母も妹も勤め口を見つけて働いていた。妹はもうグレゴールの世話を熱心にしなくなっていた。女中にも暇が出され、代わりに年老いた大女が手伝いに雇われた。彼女は偶然目にしたグレゴールをまったく怖がらず、しばしば彼をからかいに来た。また家の一部屋が3人の紳士に貸し出され、このためグレゴールの部屋は邪魔な家具を置いておく物置と化してしまっていた。
ある日、居間にいた紳士の一人がグレーテが弾くヴァイオリンの音を聞きつけ、気まぐれからこちらに来て演奏するように言う。グレーテは言われたとおりに紳士の前で演奏を始めるが、紳士たちはすぐに興冷めしタバコをふかしはじめる。一方グレゴールは彼女の演奏に感動し、自室から這い出てきてしまう。グレゴールの姿に気づいた父親は慌てて紳士たちを彼らの部屋に戻らせようとするが、この無礼に紳士たちは怒り、即刻この家を引き払い、またこれまでの下宿代も払わないと宣言する。
失望する家族たちの中で、グレーテは「もうグレゴールを見捨てるべきだ」と言い出し、父もそれに同意する。やせ衰えたグレゴールは家族の姿を目にしながら部屋に戻り、家族への愛情を思い返しながらそのまま息絶える。
翌日、グレゴールは手伝い女によってすっかり片付けられる。休養の必要を感じた家族はめいめいの勤め口に欠勤届を出し、3人そろって散策に出る。話をしてみると、どうやら互いの仕事はなかなか恵まれていて、将来の希望も持てるらしい。それに娘のグレーテは長い間の苦労にもかかわらず、いつの間にか美しく成長していた。両親は、そろそろ娘の婿を探してやらなければと考える。

## 執筆背景
この作品は1912年10月から11月にかけて執筆された。当時カフカは労働傷害保険局に勤務しており、作中のグレゴール・ザムザと同じく出張旅行も多かった。この作品の執筆も出張によって中断を余儀なくされ、カフカはこのことによって作品の出来が悪くなってしまったと日記にこぼしている。またこのころはのちに婚約を交わすことになるフェリーツェ・バウアーとの文通を始めたばかりで、彼女への手紙では『変身』の執筆状況を逐一知らせていた。
「人間が虫に変身する」というモチーフはカフカの作品のなかで前例があり、1907年ごろに執筆された未完の作品「田舎の婚礼準備」には、主人公ラバンが通りを歩きながら、ベッドの中で甲虫になっている自分を夢想するシーンがある。『変身』のザムザ (Samsa)、「田舎の婚礼準備」の主人公ラバン (Raban) の名はいずれも同じ母音2つと子音3つの組み合わせからなり、作者自身の名カフカ (Kafka) を想起させる。
しばしば暗い内容の作品と見なされるが、カフカはこの作品の原稿をマックス・ブロートらの前で朗読する際、絶えず笑いを漏らし、時には吹き出しながら読んでいたという。『変身』の本が刷り上がると、カフカはその文字の大きさや版面のせいで作品が暗く、切迫して見えることに不満を抱いていた。

## 「虫」とは
作中でグレゴール・ザムザが変身するものは通常「虫」「害虫」と訳されるが、ドイツ語の原文はUngezieferとなっており、これは鳥や小動物なども含む有害生物全般を意味する単語である。作中の記述からはどのような種類の生物かは不明であるが、ウラジミール・ナボコフは大きく膨らんだ胴を持った甲虫だろうとしている。
『変身』の初版表紙絵は写実画家のオトマール・シュタルケが担当したが、カフカは出版の際、版元のクルト・ヴォルフ社宛の手紙で「昆虫そのものを描いてはいけない」「遠くからでも姿を見せてはいけない」と注文をつけていた。実際に描かれたのは、暗い部屋に通じるドアから顔を覆いながら離れていく若い男の絵である。

## 翻案・影響

### 映画
- ヤン・ニェメツ監督 『変身』 1975年（テレビ映画）
- キャロライン・リーフ監督 『ザムザ氏の変身』 1977年（アニメーション）
- ジム・ゴダード監督 『変身』 1987年（テレビ映画）
- ワレーリイ・フォーキン監督 『変身』 2002年
- クリス・スワントン監督 『カフカ「変身」』 2012年・カナダ
- 秋原北胤監督 『変身』 2024年・日本　※物語の舞台を室町時代に置き換え

### 漫画
- 日野日出志 『毒虫小僧』  ひばり書房描き下ろし、1975年
- 手塚治虫 『ザムザ復活』　講談社『月刊少年マガジン』掲載、1976年
- ロバート・クラム 『Introducing Kafka』 1993年
- 久米田康治 『さよなら絶望先生』 講談社『週刊少年マガジン』連載 (発表期間	2005年22・23号 - 2012年28号) キャラクター名原案に『フランツ・カフカ』内容に『変身』を使用
- 桜壱バーゲン 『変身』 双葉社『A-ZERO』連載、2008年 -
- 松本直也 『怪獣8号』集英社『少年ジャンプ+』連載、2020年7月3日- 主人公名に『カフカ』を使用　また、その主人公が怪獣に『変身』している

### その他
- アメリカのポストロックバンド、グレゴール・ザムザは、本作品の主人公からバンド名を取っている。
- アメリカの現代音楽家のフィリップ・グラスのメタモルフォシスは、この作品に触発されて作曲されたものである。
- 特撮ヒーロー番組『仮面ライダー』で、主人公が人間からヒーローキャラクターに姿を変えることを「変身」と呼ぶのは、本作品の題名に由来する[4]。
- 小説家の村上春樹は本作品をベースに「恋するザムザ」という短編小説を書いた。なお村上の短編は発表後すぐに英語に訳され、『ザ・ニューヨーカー』2013年10月28日号に掲載された[5]。
- 小説家の倉橋由美子は本作品をベースに『虫になったザムザの話』という短編小説を書いた。この作品は短編集『大人のための残酷童話』に収録されている。
- ゲームソフト『バイオハザード リベレーションズ2』では、『変身』になぞられた台詞・演出が多数出てくる。また、ローディング画面中『変身』の数節が引用され表示される。
- 日本のラウドロックバンド、ZAMZAは、本作品の主人公からバンド名を取っている。
- ボーカロイドクリエイターのn-bunaの楽曲『始発とカフカ』には、本作品に因んだ歌詞が多数出てくる。
- 同じくボーカロイドクリエイターのてにをはの楽曲『ザムザ』には、本作品に因んだ歌詞が多数出てくる。またこれは、スマートフォンアプリゲーム、プロジェクトセカイfeat.初音ミク内『25時、ナイトコードで。』というユニットへの書き下ろしでもある。
- 歌手のReoNaの楽曲『ミミック』は、本作品を題材としている。
- 韓国のスマートフォン・PCアプリゲーム『Limbus Company』では、主人公の仲間たちの一人であるグレゴールという人物が本作品を題材としている。このキャラクターは虫の様に変異した片腕を持つ他、必殺技使用時のセリフが本作品の冒頭の一文を由来とする。

## 評価
NHK Eテレの番組『100分de名著』のMCを務める伊集院光は、番組で取り上げた名著で印象に残っているもので本書をあげ「僕が高校時代に学校に行かなくなった理由ってこんな感じだった！」と、すごく具体的に結びつく感じがしたと述べた。

## 日本語訳
- 高橋義孝訳 『変身』新潮文庫、1952年（改版2011年ほか）※
- 中井正文訳 『変身』角川文庫、1952年（改版2007年ほか）
- 山下肇訳 『変身・断食芸人』岩波文庫、1958年。改訳・山下萬里訳、2004年※
- 高安国世訳『変身・判決・断食芸人』講談社文庫、1978年。元版・講談社「世界文学全集」
- 城山良彦訳「変身」『審判/変身 ヤーコプ・フォン・グンテン』集英社「世界文学全集〈第74巻〉カフカ/ヴァルザー」、1978年
- 高本研一訳 「変身」『変身・審判』三修社、1966年、新版1980年。後者は飯吉光夫訳
- 川村二郎 ほか訳『カフカ全集 1 変身、流刑地にて』新潮社、1980年
- 池内紀訳『カフカ小説全集4 変身 ほか』白水社、2001年
  - 『カフカ・コレクション  変身』白水Uブックス、2006年 - 新書判、作品論を収録
- 丘沢静也訳『変身、掟の前で 他2編』光文社古典新訳文庫、2007年※
- 浅井健二郎訳「変身」-『カフカ・セレクション III』ちくま文庫、2008年
- 川崎芳隆訳（グーテンベルク21、電子出版※）、2013年
- 原田義人訳（各・電子出版※）青空文庫、2014年／千歳出版：古典名作文庫、2024年。元版・河出書房新社「世界文学全集」
- 多和田葉子訳「変身」（かわりみ）-『ポケットマスターピース01 カフカ』集英社文庫ヘリテージシリーズ、2015年※
- 川島隆訳『変身』角川文庫（新訳版）、2022年※

※は電子書籍も刊